# Michal Kadlec
Michal Kadlec (Vyškov, 13 de diciembre de 1984) es un exfutbolista checo que jugaba de defensa.

## Trayectoria
Michal Kadlec, hijo del exfutbolista internacional checo Miroslav Kadlec, empezó su carrera profesional en el 1. FC Slovácko, equipo de la Segunda división checa.
En diciembre de 2004 se marcha a jugar al Sparta Praga, con el que debuta en la Gambrinus liga. En este club, en su primera temporada, se proclamó campeón de Liga. También ha conseguido la Copa de la República Checa en dos ocasiones.
En 2008 se marcha en calidad de cedido al Bayer Leverkusen alemán. Debuta en la Bundesliga en la cuarta jornada, en la derrota (2-3) contra el Hamburgo SV.

## Selección nacional
Fue internacional con la selección de República Checa en 67 ocasiones. Su debut como internacional se produjo el 17 de noviembre de 2007 en un partido contra Eslovaquia (3-1).
Fue convocado para participar en tres ediciones de la Eurocopa: 2008, 2012 y 2016, año en el que disputó su último partido con la selección.

### Participaciones en Eurocopa
| Copa          | Sede              | Resultado        | Partidos | Goles |
| ------------- | ----------------- | ---------------- | -------- | ----- |
| Eurocopa 2008 | Austria · Suiza   | Primera fase     | 1        | 0     |
| Eurocopa 2012 | Polonia · Ucrania | Cuartos de final | 4        | 0     |
| Eurocopa 2016 | Francia           | Primera fase     | 0        | 0     |

## Clubes
| Club                | País            | Año       |
| ------------------- | --------------- | --------- |
| 1. F. C. Slovácko   | República Checa | 2001-2005 |
| A. C. Sparta Praga  | República Checa | 2005-2008 |
| Bayer 04 Leverkusen | Alemania        | 2008-2013 |
| Fenerbahçe S. K.    | Turquía         | 2013-2016 |
| A. C. Sparta Praga  | República Checa | 2016-2018 |
| 1. F. C. Slovácko   | República Checa | 2018-2024 |

## Palmarés

### Títulos nacionales
| Título                     | Club               | País            | Año  |
| -------------------------- | ------------------ | --------------- | ---- |
| Liga Checa de Fútbol       | A. C. Sparta Praga | República Checa | 2005 |
| Copa de la República Checa | A. C. Sparta Praga | República Checa | 2006 |
| Liga Checa de Fútbol       | A. C. Sparta Praga | República Checa | 2007 |
| Copa de la República Checa | A. C. Sparta Praga | República Checa | 2007 |
| Superliga de Turquía       | Fenerbahçe S. K.   | Turquía         | 2014 |
| Supercopa de Turquía       | Fenerbahçe S. K.   | Turquía         | 2014 |
| Copa de la República Checa | 1. F. C. Slovácko  | República Checa | 2022 |